# Cour de révision (Monaco)
Pour les articles homonymes, voir Cour de révision.
La Cour de révision judiciaire est la plus haute juridiction judiciaire monégasque. 
L'article 25 de la loi no 783 du 15 juillet 1965 portant organisation judiciaire dispose : « Sauf le cas où la loi en dispose autrement, la cour de révision statue en toute matière pour violation de la loi, sur les pourvois formés contre toute décision rendue en dernier ressort et passée en force de chose jugée. »

## Relations internationales
La Cour de révision est membre de l’Association des hautes juridictions de cassation des pays ayant en partage l’usage du français (AHJUCAF).